# Biwakschachtel

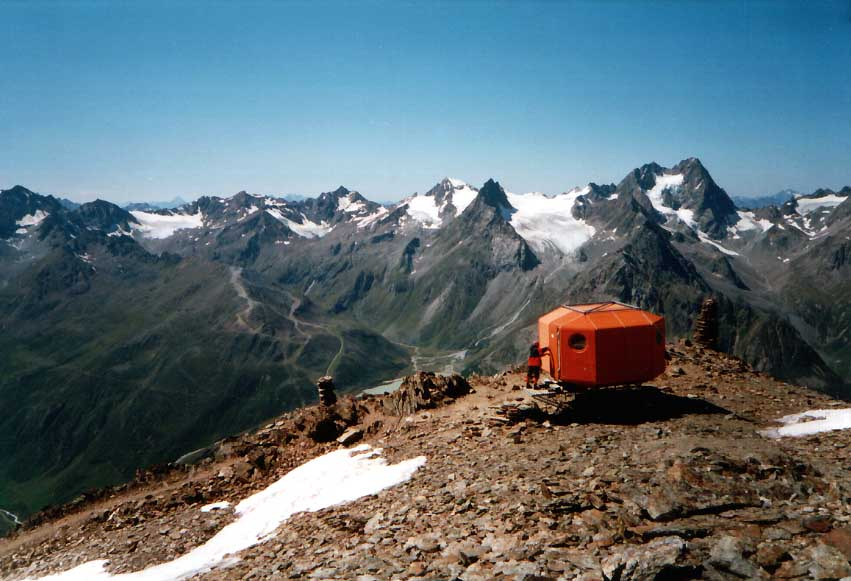
Auffällige orange Biwakschachtel aus GFK: das Rheinland-Pfalz-Biwak, errichtet 1973 am Mainzer Höhenweg, vor der Watzespitze (Aug. 2000)

Eine Biwakschachtel ist eine Schutzhütte in Fertigbauweise für Bergwanderer oder Bergsteiger mit meist 4–12 Schlafplätzen. Sie befinden sich meist an abgelegenen Orten, in großer Entfernung zu bewirtschafteten Berghütten und anderen Unterkünften. Auf manchen Klettersteigen, Berg- oder Wanderwegen mit großen Wegstrecken werden sie zum Übernachten (Biwak) genutzt. Oft dienen sie Bergsteigern und Kletterern auch als Basislager für nahe gelegene Kletterrouten und Bergtouren.

## Beschreibung
Die typische Biwakschachtel besteht aus einem kleinen Blech- oder Wellblech-, Holz- oder Kunststoff-Container, der möglichst viele Schlafplätze enthält und weithin sichtbar ist. Er hat auf der wetterabgelegenen Seite einen kleinen Einstieg und ist nur geringfügig wärmegedämmt. Meist befinden sich darin Decken, Kerzen, Schneeschaufeln, einige Notvorräte und ein Hüttenbuch, seltener ein Nottelefon, ein Kocher oder Ofen. Die Unterkunft verfügt weder über fließendes Wasser noch über eine Toilette. Die in der Regel unversperrte Eingangstür liegt so hoch, dass sie auch bei Schneelage geöffnet werden kann.
Im Hochgebirge werden die Biwakschachteln meist in Bergmulden oder nah an Übergängen (Bergsattel, Scharte) aufgebaut. Nur wenige befinden sich auf Berggipfeln, etwa auf dem Hohen Grimming in den steirischen Kalkalpen. Häufig begangene und begehrte Berge mit schwierigen Normalanstiegen haben manchmal eine Biwakschachtel in Gipfelnähe, etwa Piz Badile oder Langkofel. In den Westalpen liegen Biwakschachteln oft am Beginn der Gratanstiege.
Die Notunterkünfte werden meist von den Sektionen der Alpinen Vereine gepflegt. Alle Benutzer einer Biwakschachtel sind dazu angehalten, ihre Abfälle wieder mitzunehmen und alles ordentlich zu hinterlassen. Hierfür sowie zur Reinhaltung der Berghütten und -steige begannen die Alpenvereine ÖAV und DAV 2005 die Aktion Saubere Berge.
Winter- oder Noträume in nicht ganzjährig bewirtschafteten Schutzhütten haben eine idente Funktion.
Biwakschachteln werden zunehmend als Übernachtungsziel am Berg oder Partylocation genutzt, wofür sie nicht gedacht sind. Mitunter verbleiben Unordnung, Schmutz, Müll und Fäkalien in der Umgebung. Im Sommer 2020 wies der ÖAV am Beispiel des Konrad-Schuster-Biwaks darauf hin, dass Biwakschachteln nur als Notquartier vorgesehen sind oder als Stützpunkt für eine längere alpinistische Tour.

## Bothies in Großbritannien
Vor allem in Schottland und Wales existieren in entlegenen Bergregionen einfache, als Bothy bezeichnete unbewirtschaftete Hütten, die vergleichbar Biwakschachteln durch Wanderer und Bergsteiger genutzt werden können. Sie sind einfach eingerichtet und besitzen nur teilweise einfache Sanitäreinrichtungen. Sie gehören in der Regel den Landbesitzern, werden aber meist von der Mountain Bothy Association unterhalten.

## Galerie

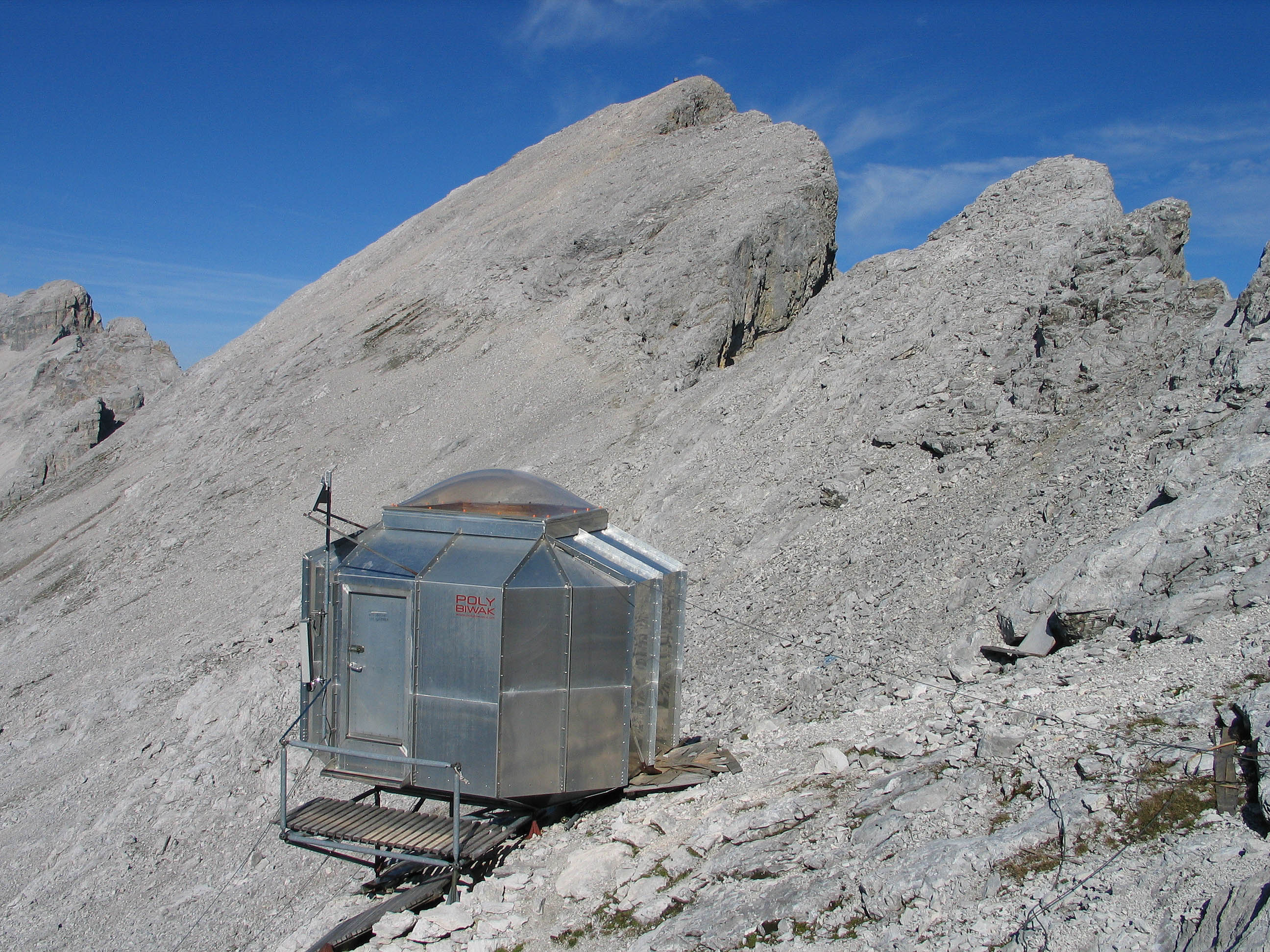
Konrad-Schuster-Biwakschachtel an der Laliderer Spitze im Karwendel (Sept. 2006, 2495 m) (Lage)
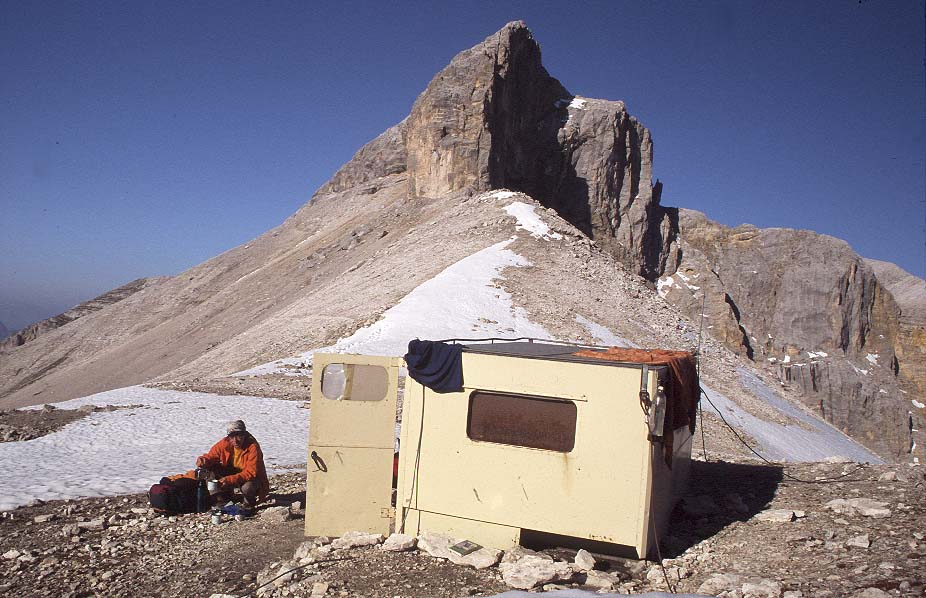
Kleine Biwakschachtel unter der Breitgrieskarscharte im Karwendel (Sept. 2003)
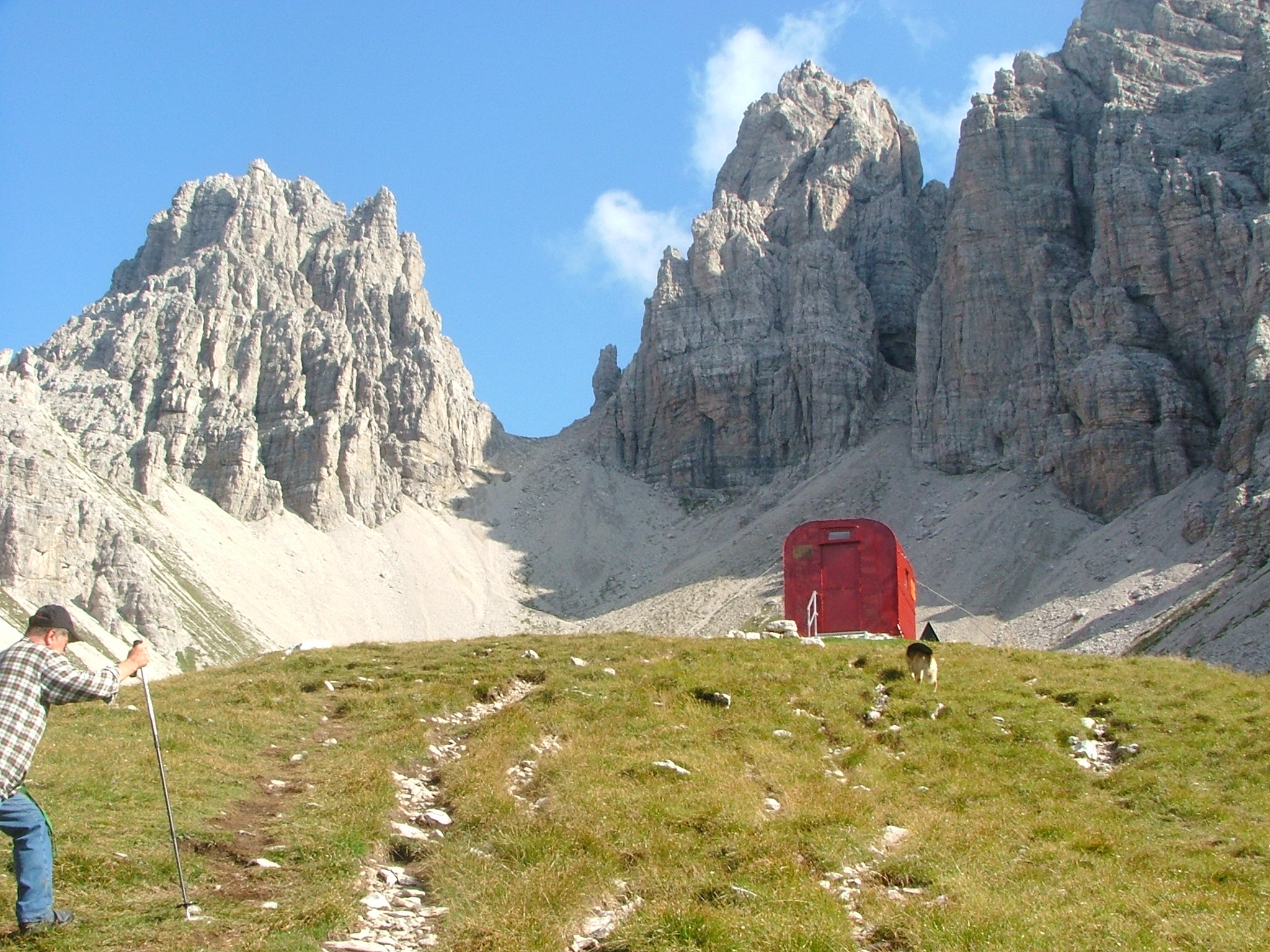
Biwakschachtel im Val Montanaia, Dolomiten (Sept. 2005)
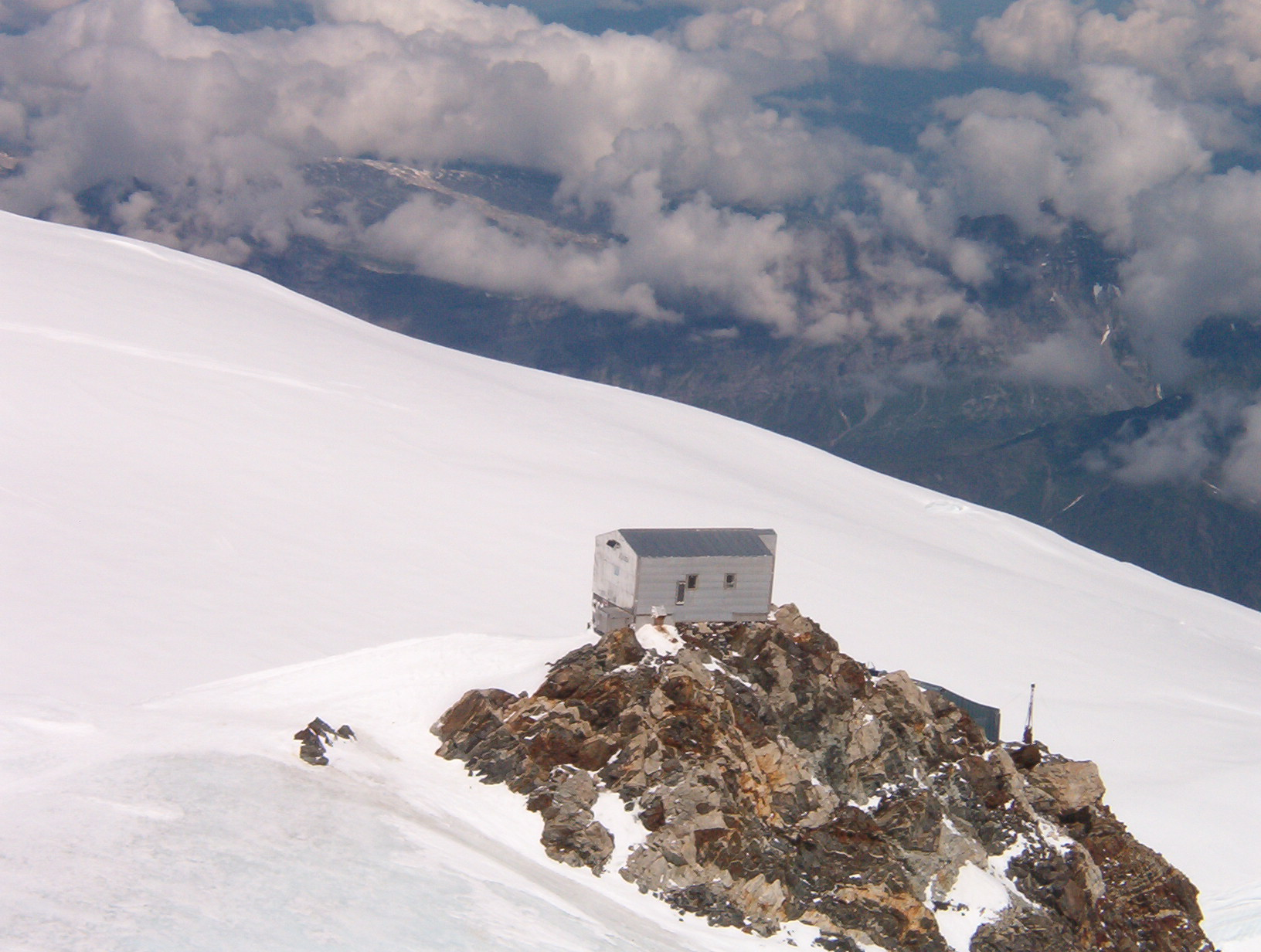
Die Vallot-Hütte am Bosses-Grat des Mont Blanc (Juli 2004)
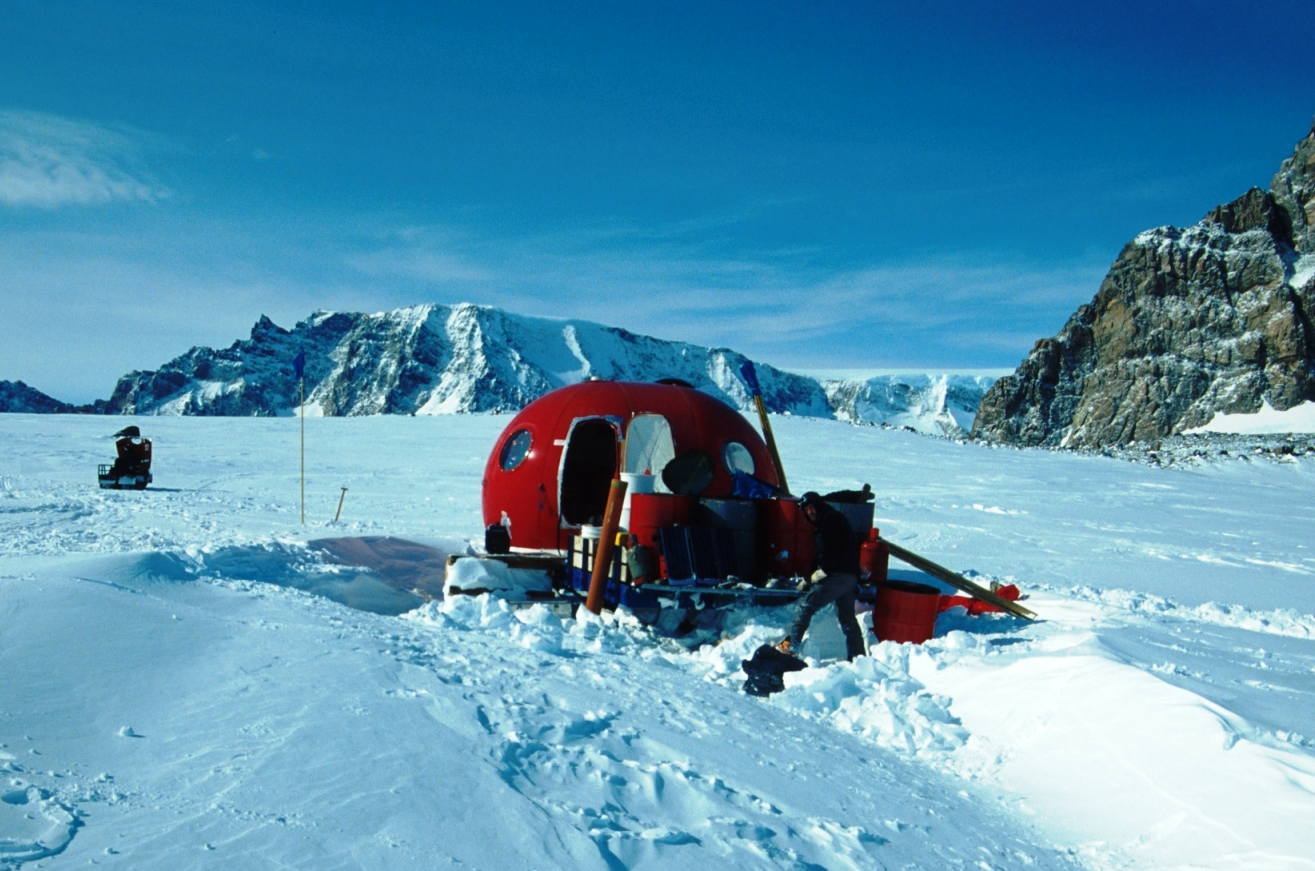
Auf Schlitten montierte Biwakschachtel (sogenannte Apple Hut, aus GFK) in der Heimefrontfjella (Antarktis) (Feb. 2001)
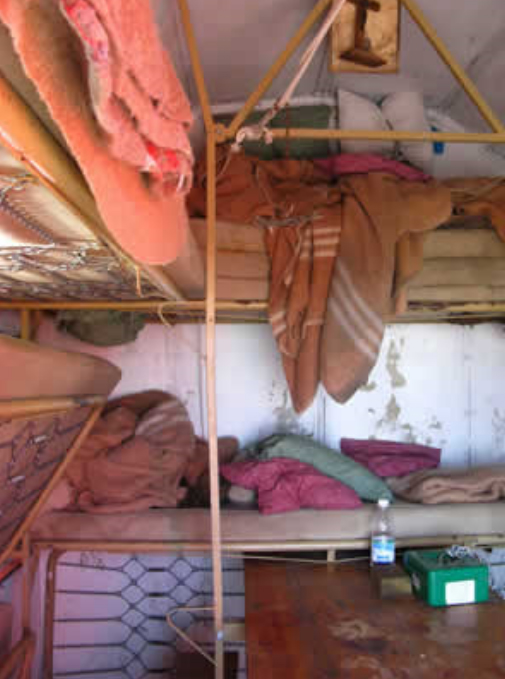
Innenraum des Hochjochbiwaks am Ortler (2008)
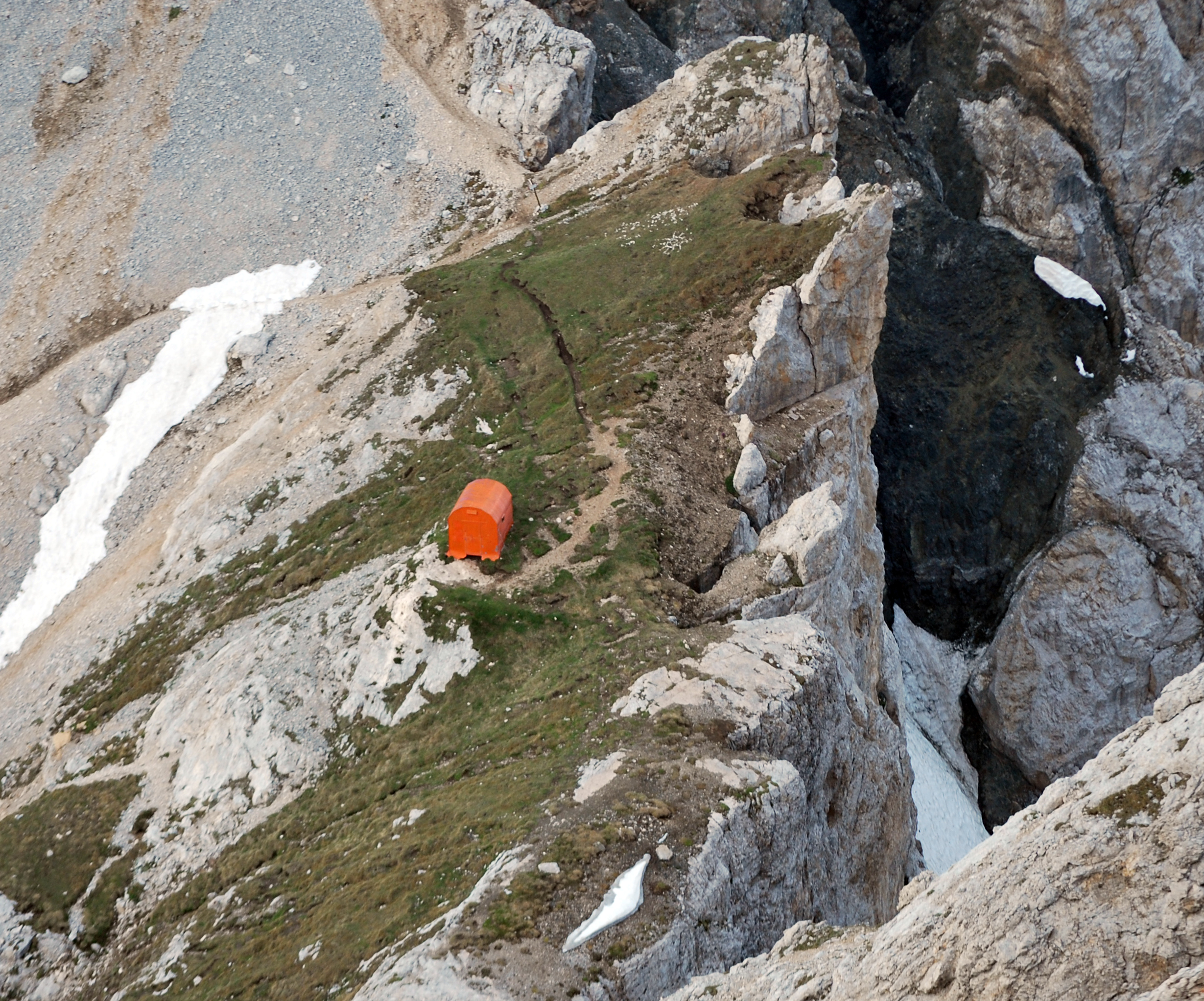
Biwak E. Rigatti, südlich der Latemarspitze, im Latemarmassiv, Dolomiten (Juni 2010)
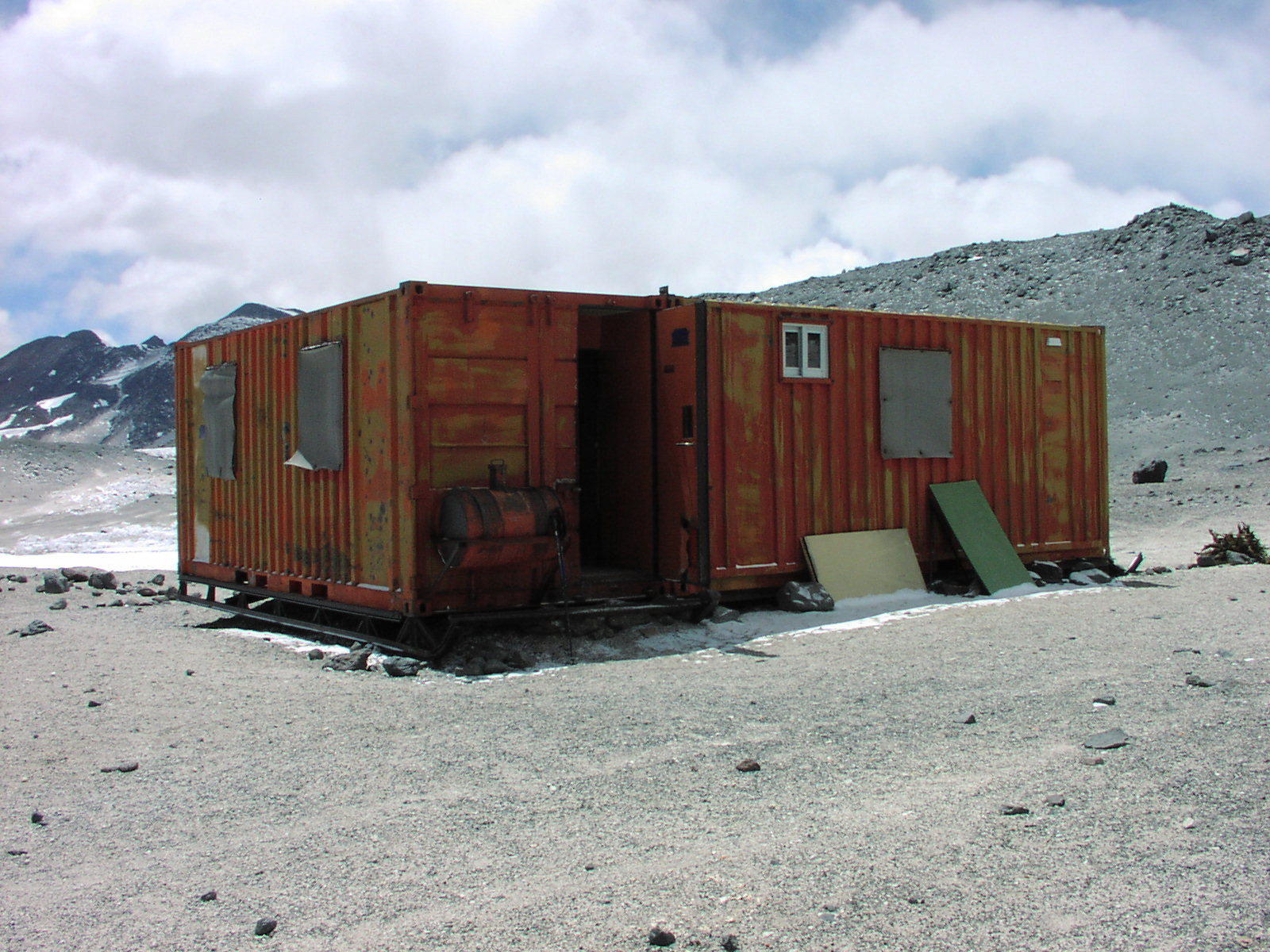
Refugio Tejos am Nevado Ojos del Salado, Chile (Feb. 2004)
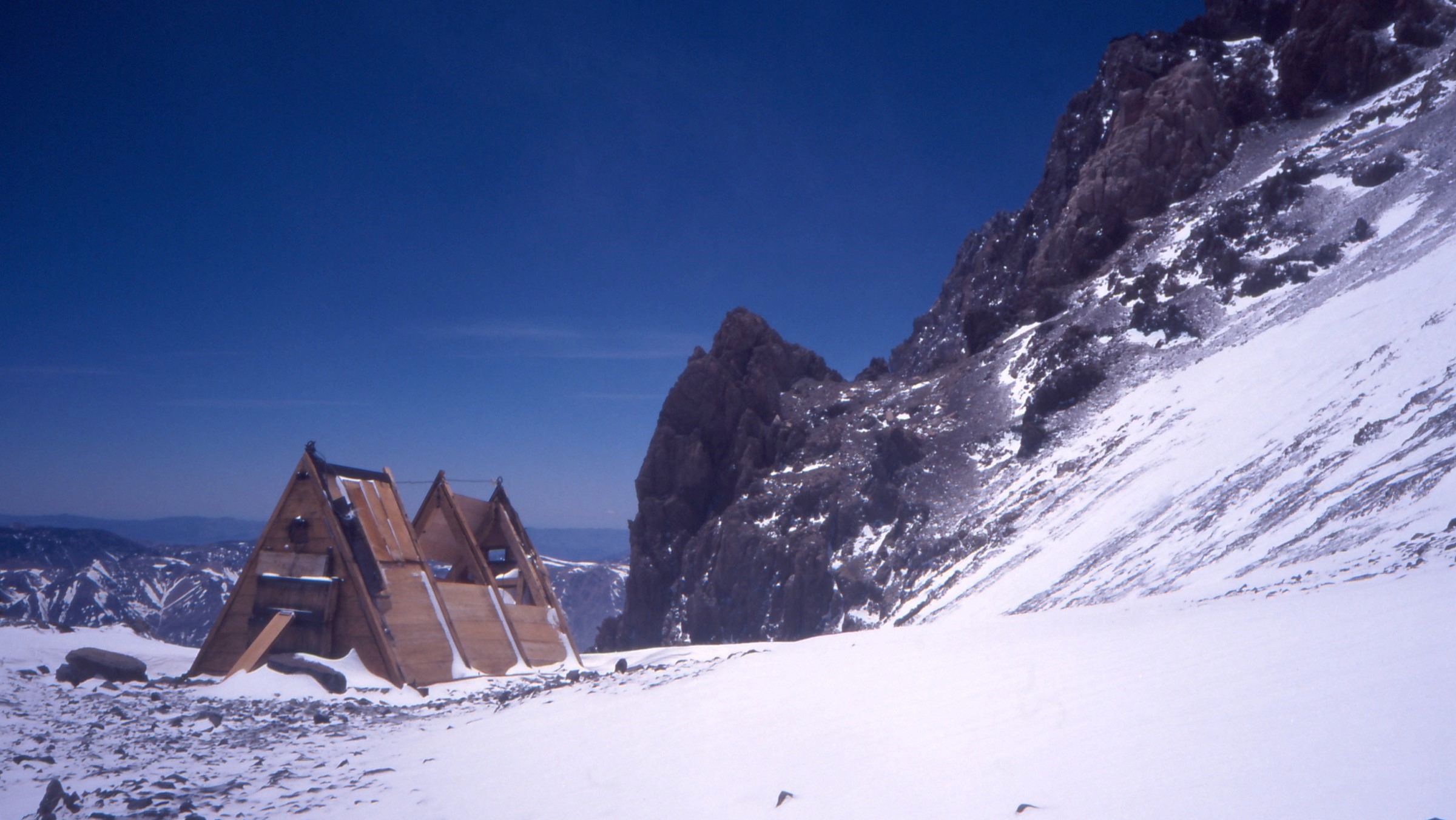
Verfallene Biwakschachtel Indepedencia am Aconcagua (Dez. 1997, 6400 m)
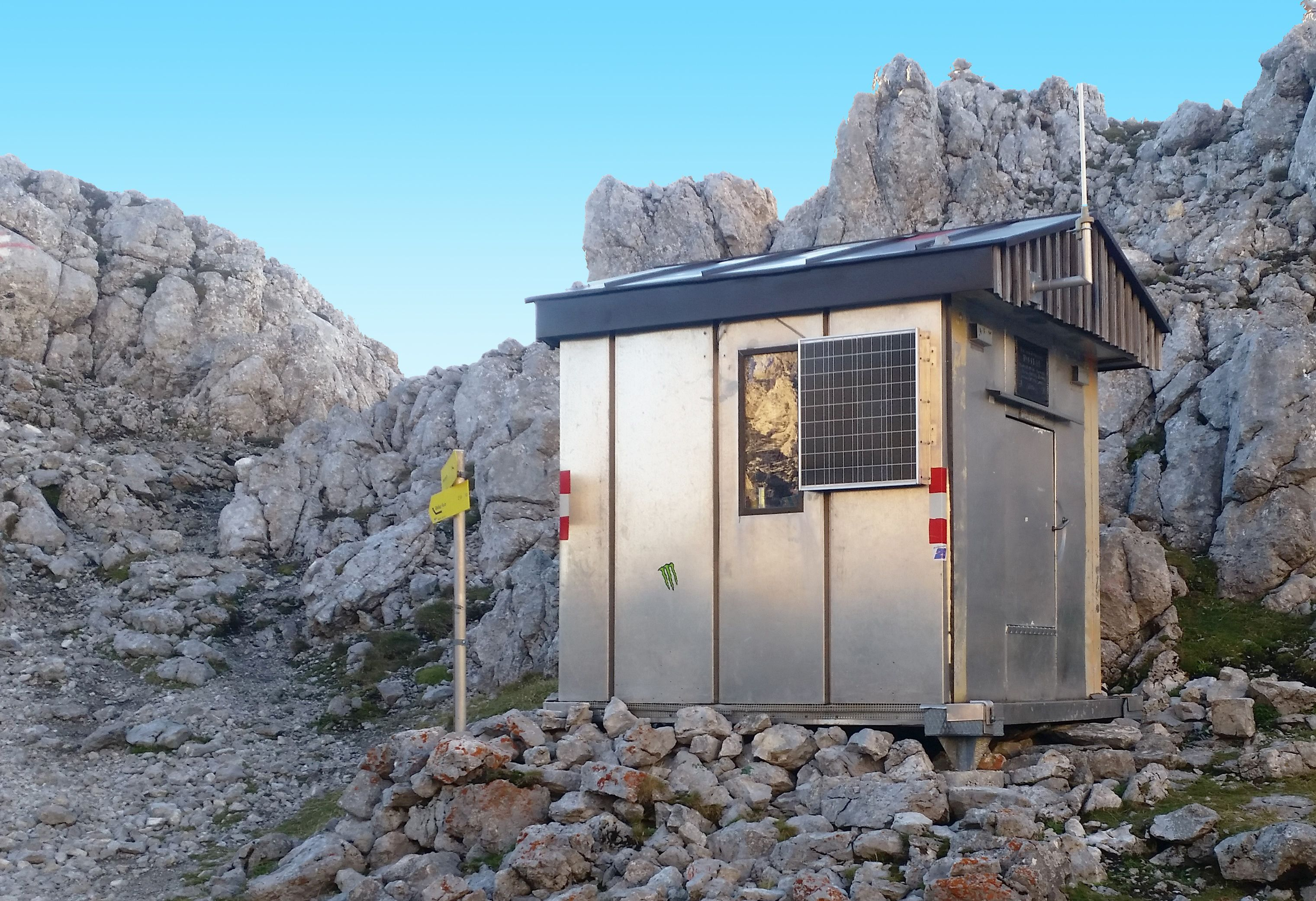
Biwakschachtel am Grimming (Sept. 2016)